# Auguste de Saxe-Gotha-Altenbourg
Pour les articles homonymes, voir Auguste de Saxe-Gotha-Altenbourg (homonymie).
Émile Léopold Auguste, né le 23 novembre 1772 à Gotha et mort le 27 mai 1822 dans la même ville, est duc de Saxe-Gotha-Altenbourg de 1804 à sa mort.

## Biographie
Fils d'Ernest II de Saxe-Gotha-Altenbourg et de Charlotte de Saxe-Meiningen, Auguste épouse le 21 octobre 1797 Louise-Charlotte de Mecklembourg-Schwerin, fille de Frédéric-François Ier de Mecklembourg-Schwerin. Ils ont une fille :
- Louise (1800 – 1831), épouse en 1817 Ernest Ier de Saxe-Cobourg et Gotha, divorce en 1826 et épouse la même année Alexandre de Hanstein.

Auguste se remarie le 24 avril 1802 avec Caroline-Amélie de Hesse-Cassel. Ils n'ont aucun enfant.
Auguste passa une partie de sa vie habillé en femme et fit faire son portrait travesti. Il publia Kyllenion ou une année en Arcadie et Lettres émiliennes, une partie de sa correspondance dans laquelle il avoue se sentir bien en femme. Goethe parla de sa féminité sans la critiquer et Napoléon jugea l'homme d'une grande finesse. Il laissa à sa mort d'importantes dettes.
Il ne fut pas le premier prince allemand à se comporter de la sorte : Adolphe-Frédéric IV de Mecklembourg-Strelitz afficha par ses manières et ses vêtements sa féminité et resta célibataire.